# روسترمینالوگل
شرکت سهامی «روسترمینال» (روسترمینالوگُل) بزرگ‌ترین بندر زغال‌سنگ ویژه در شمال غربی روسیه است که با استفاده از فناوری جدید ساخته شده و محصولات زغال‌سنگ روسیه را از کوزباس و سایر حوزه‌های زغال‌سنگ به مشتریان در اروپا، کشورهای آفریقایی، خاورمیانه و آمریکای لاتین ارائه می‌دهد. سطح اتوماسیون فرآیندهای فناوری بندر ۱۰۰٪ است. در سال ۲۰۱۶، گردش مالی حمل و نقل پایان سال شرکت سهامی «روسترمینالوگُل» ۳٫۴٪ افزایش یافت و به بالاترین حد خود یعنی ۱۸٫۱ میلیون تن رسید که بیش از ۶۰٪ از جابجایی زغال‌سنگ در بندرها حوزه بالتیک و حدود ۱۴٪ در بین تمام بندرها زغال‌سنگ روسیه را نشان می‌دهد.

## دربارهٔ شرکت
از سال ۲۰۱۶، شرکت سهامی «روسترمینالوگل» بخشی از یک شرکت هلدینگ بندری است که فعالیت‌های مدیریتی آن توسط «شرکت مدیریت بندر» ال ال سی کنترل می‌شود. این شرکت در حال اجرای بیشتر پروژه نوسازی بندر است. این بندر در خلیج لوگا در خلیج فنلاند دریای بالتیک، در نزدیکی روستای اوست-لوگا واقع شده است.
«رسترمینالوگل» دارای دو اسکله عمیق به طول مجموع ۵۶۵ متر و عمق ۱۴ تا ۱۶ متر در نزدیکی اسکله‌ها است. حداکثر آبخور مجاز ۱۲٫۷ و ۱۴٫۵۵ متر است. موقعیت جغرافیایی مطلوب بندر اوست-لوگا، واقع در بخش جنوبی خلیج لوگا در خلیج فنلاند، به آن اجازه می‌دهد تا در تمام طول سال کشتی‌های کلاس پاناماکس، هندی‌مکس و پست پاناماکس با وزن مرده تا ۱۱۰ هزار تن، حداکثر عرض تا ۴۴ متر و طول تا ۲۶۰ متر را بپذیرد. در ۲۴ ژوئن ۲۰۱۷، این ترمینال بزرگ‌ترین فله‌بر در تاریخ شرکت و بندر اوست-لوگا را دریافت کرد که کشتی ناویوس پولوکس (از نوع کیپ‌سایز) بود. ظرفیت وزن مرده این فله‌بر ۱۸۰ هزار تن، طول آن ۲۹۲ متر و عرض آن ۴۵ متر است.
این بندر دور از مناطق مسکونی و صنعتی واقع شده است.

## تاریخچه
شرکت سهامی «روسترمینالوگل» در سال ۱۹۹۶ طبق دستور دولت فدراسیون روسیه مورخ ۷ اکتبر ۱۹۹۶، شماره ۱۴۸۸-р تأسیس شد. هدف اصلی از ساخت آن ایجاد یک بازار مستقل برای بازارهای زغال‌سنگ اروپا و آمریکا بود که برای شرکت‌های روسی جهت اجرای مستقل سیاست حمل و نقل و کنترل تمام مراحل تحویل بار از تولیدکننده به مشتری ضروری بود.
در مرحله برنامه‌ریزی، چندین گزینه برای حل مشکل در نظر گرفته شد. امیدوارکننده‌ترین آنها ساخت بندر دریایی ۱۲ بود. کیلومتری شمال غربی روستای اوست-لوگا در ناحیه کینگیسپسکی استان لنینگراد، در ساحل جنوبی خلیج لوگا در خلیج فنلاند. فاصله از سن پترزبورگ در امتداد مسیر کشتی ۱۳۰ کیلومتر است. کیلومتر «روسترمینالوگل» آغاز توسعه بندر تجاری دریایی اوست-لوگا بود.
ظرفیت انرژی ترمینال زغال‌سنگ «روسترمینالوگل» که در سال ۱۹۹۶ در بالتیک ساخته شد، در بالاترین حد خود ۸ میلیون تن زغال‌سنگ در سال بود. امروزه ظرفیت انرژی شرکت سهامی عام «روسترمینالوگل» از طریق نوسازی مداوم تجهیزات و اتوماسیون فرآیندهای تولید و لجستیک، بیش از دو برابر از پروژه فراتر رفته است.
در ژانویه ۲۰۰۶، مراسم افتتاحیه تشریفاتی مجتمع حمل و نقل اتوماتیک - مرحله دوم ترمینال زغال‌سنگ - با حضور ولادیمیر پوتین، رئیس‌جمهور فدراسیون روسیه برگزار شد. در ماه مه ۲۰۱۷، ۱۳۰ میلیونمین تن از زمان شروع عملیات در ترمینال «رسترمینالوگل» در کشتی فله بر آیانتاس بارگیری شد.

## فعالیت بارگیری و تخلیه بار
گردش مالی سالانه بار این بندر دائماً در حال افزایش است؛ در سال ۲۰۱۶، «رسترمینالوگل» با حمل بیش از ۱۸ میلیون تن فرآورده‌های زغال‌سنگ، رکورد بالاترین سطح جابجایی سالانه زغال‌سنگ را ثبت کرد. نرخ رشد سالانه ۳٫۴ درصد بود. بارگیری ۱۸ میلیونمین تن به روشی ساده و با استفاده از نقطه انتقال تازه بهره‌برداری‌شده پس اس-۱۱ انجام شد که امکان استفاده همزمان از دو کمپرسی واگن‌های ریلی را برای تخلیه واگن‌های حاوی زغال‌سنگ فراهم می‌کند و قبل از بارگیری در کشتی، نیاز به تکمیل بخش‌های قراردادی است. در سال ۲۰۱۷، این بندر به عملکرد بی‌سابقه‌ای دست یافت.
«رسترمینالوگ» پردازش خودکار جابجایی زغال‌سنگ از راه‌آهن به حمل و نقل دریایی را فراهم می‌کند. تخلیه واگن‌های زغال‌سنگ توسط دو کمپرسی ریلی دونفره مدرن و پیشرفته انجام می‌شود که امکان تخلیه همزمان ۴ گوندولا را در کمتر از ۳ دقیقه فراهم می‌کند. در عین حال، واگن‌های ریلی در معرض هیچ گونه آسیب مکانیکی که در هنگام تخلیه با گیره ممکن است، قرار نمی‌گیرند. ترن‌های ریلی برای اولین بار در روسیه با موفقیت راه‌اندازی شدند تا امکان تشکیل سریع واگن‌های خالی در راه‌آهن‌های ترمینال فراهم شود. آنها به سرعت بخشیدن به تغذیه واگن‌های ریلی در چندین مسیر موازی بدون استفاده از سوئیچ‌های راه‌آهن اضافی کمک می‌کنند. دستگاه‌هایی برای یخ‌زدایی واگن‌ها وجود دارد که به فرستنده‌های مادون قرمز مجهز شده‌اند تا تخلیه ایمن واگن‌های بارگیری شده را در زمستان فراهم کنند. پس از آن، زغال‌سنگ تخلیه شده از طریق یک شبکه با سلول‌های ۲۸۰ روی نوار نقاله می‌افتد. قطر آن میلی‌متر است. سپس، پس از عبور از سیستم ماشین مکش خطوط انتقال زغال‌سنگ، زغال‌سنگ به‌طور خودکار یا در یکی از چهار انبار یا مستقیماً در کشتی، بسته به طرح بارگیری، حمل می‌شود. بارگیری کشتی توسط دو ماشین بارگیری کشتی با کارایی بالا در دو اسکله انجام می‌شود که امکان کار همزمان دو کشتی پاناماکس را فراهم می‌کند.
آلودگی‌زدایی و پالایش زغال‌سنگ به بخش‌هایی که برای مشتریان ضروری است، و همچنین انتخاب مداوم نمونه‌های زغال‌سنگ، در طول فرایند انتقال، بلافاصله قبل از بارگیری انجام می‌شود. کنترل فرایند تولید در زمان واقعی، از جمله ثبت سریع محموله، تبادل اطلاعات با راه‌آهن روسیه و مشتریان، و گردش کار اسناد الکترونیکی، در این شرکت اجرا می‌شود. تمام واحدهای اصلی بندر به سیستم نظارت تصویری مجهز هستند.
افزایش گردش مالی بار، همراه با افزایش کیفیت خدمات ارائه شده، همچنان یکی از اهداف اصلی بندر است: تضمین زنجیره‌ای بی‌وقفه از تحویل و حمل و نقل با مؤثرترین انواع کشتی برای ایجاد مسیرهای جدید برای حمل و نقل زغال‌سنگ روسیه. نقش مهمی در این فرایند توسط مجتمع مرتب‌سازی ایستگاه راه‌آهن لوژسکایا-سورتیروووچنایا، که توسط راه‌آهن روسیه راه‌اندازی شده است، ایفا می‌شود.

## بوم‌شناسی
شرکت سهامی «روسترمینالوگل» یک برنامه بلندمدت برای افزایش ایمنی زیست‌محیطی فعالیت‌های بارگیری و تخلیه بار اجرا می‌کند. این شرکت سیاست‌های زیست‌محیطی مطابق با استانداردهای بین‌المللی را اتخاذ کرده است. ایمنی زیست‌محیطی مطابق با استاندارد ای اس او ۱۴۰۰۱:۲۰۰۴ «سیستم‌های مدیریت زیست‌محیطی. حمل و نقل بار در بندر» انجام می‌شود.
برای جلوگیری از تأثیر منفی بر آب‌ها و کمک به بهبود محیط زیست و حفظ تعادل اکولوژیکی منطقه دریای بالتیک، مطابق با توافقنامه بین‌المللی هلکام (کنوانسیون حفاظت از محیط زیست دریایی بالتیک، مصوب هلسینکی در سال ۱۹۹۲)، شرکت سهامی «روسترمینالوگل» بازسازی تصفیه‌خانه‌های فاضلاب و سیستم‌های تصفیه آب را در دسامبر ۲۰۱۶ به پایان رساند. یک سیستم تصفیه فاضلاب خودکار جدید که در بندر نصب شده است، از فناوری نانوفلوتاسیون با واکنشگر پراکندگی استفاده می‌کند. این سیستم جریان آب خانگی و باران را به شاخص‌های بهینه حداکثر هنجارهای مجاز برای فاضلاب می‌رساند و زهکش‌ها را از گرد و غبار زغال‌سنگ و مواد آلی به‌طور کامل پاکسازی می‌کند. استفاده از واکنشگرهای شیمیایی برای تمیز کردن در سیستم به‌طور قابل توجهی کاهش یافته است و اثربخشی بالا و فشردگی سازه‌های آن امکان کاهش مصرف برق را فراهم می‌کند. مهندسان بوم‌شناس در بندر مشغول به کار هستند و نظارت و حسابرسی زیست‌محیطی به‌طور منظم انجام می‌شود. این شرکت به منبع زیستی اهمیت می‌دهد. در حال بازیابی است و رویدادهایی را برای کاشت درختان ترتیب می‌دهد؛ در نوامبر ۲۰۱۶، با رهبری و بودجه «رسترمینالوگُل»، بیش از ۱۳۰۰ ماهی قزل‌آلای دو ساله در رودخانه سویر رهاسازی شدند. کل مبلغ سرمایه‌گذاری این بندر در شرکت‌های زیست‌محیطی بین سال‌های ۲۰۱۴ تا ۲۰۱۶ بیش از ۲۰۰ میلیون روبل بود. در دسامبر ۲۰۱۶، شرکت سهامی «رسترمینالوگُل» به همراه اداره ناحیه کینگیسپسکی استان لنینگراد، یک توافق‌نامه همکاری پنج ساله در زمینه افزایش ایمنی محیط زیست و آموزش زیست‌محیطی مردم امضا کردند.